# 盧旺達國徽
盧旺達國徽啟用於2001年，為圓形。中間為食物籃、高粱和咖啡。下方有齒輪，上為有太陽。左右各有一面盾。上下飾帶成別以盧旺達語書以「盧旺達共和國」和國家格言「團結、勞動、愛國」。最外圍為綠色的平結，象徵團結。
一般認為，這個改動是受盧旺達大屠殺的影響，旧卢旺达国徽上的红色容易让人联想到1994年大屠杀期间血流遍地的场景。